# Чорна блискавка
«Чорна блискавка» (рос. Черная молния) — російський фантастичний кінофільм 2009 року.

## Сюжет
Події фільму розгортаються в Москві 2004 року. Віктор Купцов намагається втілити проект — дістати діаманти, що знаходяться під Москвою (для того, щоб їх дістати, треба розтрощити плиту, на якій побудовано російську столицю, проте Купцов цим не переймається). Та це зробити йому не вдається, оскільки не вистачає потужності буру. Купцов дізнається про нано-каталізатор, що був побудований радянськими вченими.
2009 рік. Головний герой — звичайний студент із незаможної родини (батько його працює водієм трамвая; окрім батька Дмитро живе в квартирі з матір'ю та маленькою сестрою). Дмитро Майков зі своїм товаришем Максимом відвідує лекції. Вони помічають нову студентку — Настю Світлову. Дівчина сподобалася обом хлопцям, проте Макс намагається завоювати її за допомогою своїх грошей, дорогої автівки. У Дмитра немає можливості чинити так само. Тим паче, що хлопець був вихований інакше: його батьки будували відносини на романтиці, а не на грошах. Проте Дмитрові дуже хочеться мати власну машину. І батьки дарують йому стареньку "Волгу ГАЗ М-21". Хлопець соромиться автівки, тому до університету вирішує добратися автобусом. На зупинці він бачить п'яницю, що також хоче потрапити до автобуса. Дмитро допомагає йому, проте сам вимушений йти пішки.
Таким чином, Дмитро спізнився на лекцію Віктора Купцова. Лектор вчить їх: «Якщо ти не готовий бути першим - ти опинишся останнім», шлях успішної людини — шлях егоїста. Для підтвердження своєї правоти, Купцов пропонує мільйон тому, хто не буде допомагати іншим заради власної вигоди. Дмитро жартує: «А можна отримати мільйон зараз, а допомагати я комусь не буду потім». Купцов погоджується на таку умову, проте Дмитро не може прийняти грошей. Та досвід, який передав лектор студентові, Дмитро переймає: Купцов починав свою кар'єру з продажу квітів, і Дмитро Майков планує так само пробитися в люди. Він влаштовується на роботу, на своїй "Волзі" розвозить квіти. Виходить це не завжди вдало, тому що в Москві великі затори.
Із того часу, як Дмитро починає слідувати теорії Купцова, його відносини з батьком (Павлом Аркадійовичем) погіршуються. На вулиці Дмитро з батьком стають свідками того, як хуліган відібрав у дівчини сумку. Батько допомагає дівчині, наздоганяє злодія. Але Діма не розуміє вчинку батька, каже йому: «Чому ти завжди лізеш, куди тебе не просять? Хіба без тебе не розберуться?» 
За іронією долі, нано-каталізатор виявляється вмонтований в автівку «Волга ГАЗ М-21», яку подарували Дмитрові Майкову. Підлеглі Купцова помічають машину на вулицях Москви. Дмитро, тікаючи від них, випадково дізнається про дивовижні властивості «Волги»: вона злітає над містом. Звісно, Дмитрові вдається втекти від гонитви, але машина налякала і його самого, тому він лишає її на покинутому складі, а сам біжить додому. Дмитро повідомляє батькові, що машина, яку той подарував синові, літає. Але батьки не сприймають серйозно таку заяву. 
Зрештою, Дмитро вирішує скористаттися машиною, що здатна літати. Він знаходить науковців, що займалися розробкою нанокаталізатора (Перепьолкін і його дружина). Там він дістає інструкцію до машини. 
«Волга» допомагає студентові уникати заторів у місті, і таким чином, він розвозить квіти з фантастичною швидкістю, тому заробляє більше грошей. Тепер Дмитро може собі дозволити запросити на побачення кохану дівчину Настю.
Дмитро переконується, що теорія Віктора Купцова діє: справді, треба думати лише про свою вигоду. 
Одного вечора Дмитро чекав на зупинці батька. Та за «Волгою» продовжують слідкувати люди Купцова. Вони помітили, що Павло Аркадійович знаходився в автівці і пішли за ним. Батько побачив, що до них під'їжджає «Волга», тому відвів людей Купцова в темний провулок. Там вони допитуються в батька Дмитра, чи не знає він, де знайти чорну «Волгу». Вони спитали свідка, та він відповів, що бачив у машині іншого чоловіка. Підопічні Купцова від'їжджають, але свідком виявився хуліган, якого наздогнав Павло Аркадійович. Крадій не видав його тільки тому, що хотів власноруч помститися йому. Він вбиває Павла Аркадійовича ножем.
А тим часом за рогом на батька чекає Дмитро. Жінка просить викликати його «Швидку», тому що поблизу зарізали чоловіка. Та Дмитро не допомагає іншим. За кілька хвилин він дізнається, що постраждалим виявився його батько. Лікарі «Швидкої допомоги» співчувають, що не змогли врятувати чоловіка: їх викликали запізно.
Це категорично міняє відношення Дмитра до світу.
Віднині він вирішує допомагати всім, хто того потребує. Вперше він рятує хлопчика з пожежі. Містом розходяться чутки про дивовижну «Чорну Блискавку» - хлопця-водія чорної «Волги», що дивовижним чином допомагає людям.
Помічники доповіли Купцову, що не зможуть спіймати «Волгу». Проте на базі, де науковці працювали над нанокаталізатором, залишилася одна ємність із нанопаливом. Купцов вирішує зібрати науковців знову. Він каже їм, що проект відновили, що вони потрібні батьківщині, тому треба створити ще одну машину, що буди живитися нанопаливом. На такій машині він планує наздогнати «Чорну Блискавку» і дістати алмази з-під Москви.
Тим часом Дмитро і Максим продовжують залицятися до Насті. Дмитро запропонував Насті зустрічати разом Новий рік. Мати Дмитра віддала Насті прикрасу, яку їй подарував Павло Аркадійович. А Максим купив у службі доставки квітів, де працював Дмитро, букет для дівчини. Дмитро на машині побачив, що на Настю падає величезна бурулька, врятував її. Але при цьому з машини випав букет Максима із листівкою. Тому Настя подумала, що Максим і є «Чорною Блискавкою». Вона була вражена тим, що він врятував їй життя і тому поспішила повідомити Максима, що вона знає його секрет. Максим не хотів казати правду дівчині, тому видає себе за героя-рятівника.
І ось, настає Новорічна ніч. Друга машина на нанопаливі готова. Купцов розраховує відібрати в Дмитра чорну «Волгу» та за допомогою нано-каталізатора пробурити плиту, на якій стоїть Москва. Один із науковців, дізнавшись про справжні наміри Купцова, вибігає на дах будівлі. Його показують по телебаченню і до нього прямує "Чорна Блискавка". Науковець доповів Дмитрові про плани Купцова. Та було запізно: Купцов наздогнав Дмитра та витягнув із «Волги» нано-каталізатор. Хлопець на автівці падає в ріку. У цей час на новорічній вечірці Настя вирішує сказати Максимові, що, незважаючи на його героїзм, вона кохає Дмитра. Дівчина телефонує Майкову, який на той час вже знаходиться у воді. Завдяки мобільному телефонові Дмитро отямився і згадав про резервний запас нанопалива. Запасного контейнера із паливом у «Волзі» вистачить на півгодини. Дмитро запускає його і вирушає за Купцовим. Студентові вдалося зупинити бур та відібрати нанокаталізатор знову.
Тоді Купцов викрадає Настю та шантажує Дмитра: на Червоній площі вони мають обмінятися — Купцов віддає Настю, а Дмитро — нано-каталізатор. Проте Настя вистрибує з машини Купцова, Дмитро ловить її на «Волзі», а лиходій Купцов залишається ні з чим. Купцов і Дмитро починають битися у небі над Москвою. Дмитро на «Волзі» врізається у недобудовану будівлю. Купцов готується вбити хлопця, але машина зривається. Дмитро залізає в неї і летить вгору захопивши з собою машину Купцова. Він набирає першу космічну швидкість (навіть не втратив її коли Купцов ввімкнув гальмівні двигуни!) і починає виштовхувати Купцова за межі атмосфери. Тим часом у «Волзі» і «Мерседесі» закінчується нанопаливо. Дмитро встиг відштовхнути Купцова в космос і лиходій став плавати по земній орбіті.
Дмитро з Настею зустрічають Новий рік на Землі.

## Саундтрек
- А-Студіо — Чорна Блискавка (Черная Молния)
- Олександр Рибак — Супергерой
- Андрій Данилко — Після тебе (После тебя)
- Ранетки — Чорна Блискавка (Черная Молния)
- Сєрьога — Вище неба (Выше неба)
- Бандерос — Про красиве життя (Про красивую жизнь)

## Джерело
- Офіційний сайт кінострічки(рос.)
- Чорна Блискавка на сайті Kino-teatr.ua